# Beale Street Music Festival
Das Beale Street Music Festival ist ein US-amerikanisches Musikfestival in Memphis, das am ersten Tag des Volksfestes Memphis in May beginnt. Das Musikfestival dauert in der Regel drei Tage. An den ersten beiden Tagen treten hauptsächlich unbekannte bzw. Newcomer-Bands auf, am dritten Tag spielen bekannte Bands.
Das Festival findet seit 1978 jährlich statt. Jedes Jahr nehmen mehr als 100.000 Besucher an der Veranstaltung teil, die im Tom-Lee-Park am Anfang der Beale Street stattfindet.

## Bands, die seit 2003 am Festival teilgenommen haben
Auf dem Festival traten bereits zahlreiche weltberühmte Bands und Musiker aus dem Rock- und Pop-Bereich auf.

### 2003: 2. bis 4. Mai
John Mayer, Jonny Lang, India.Arie, Tommy Castro, Clarence 'Gatemouth' Brown, Nappy Roots, Booker T. & the M.G.’s, Wilco, Mok-kyung Kim mit Blind Mississippi Morris, Big Star, Seether, Kirk Smithhart Band, Caitlin Cary, Kelley Hurt, Franky Perez, 3 Doors Down, Jerry Lee Lewis, Willie Nelson, Sheryl Crow, Steve Winwood, Pinetop Perkins, Evanescence, Richard Johnston, Susan Tedeschi, Ben Harper, Gap Band, Popa Chubby, Koko Taylor, Jack Johnson, RatDog, Anthony Gomes, Cory Branan, Ingram Hill, Little Milton, Graham Colton, Gomez, Donna the Buffalo, Robert Belfour, Bob Cheevers, Lucero, ZZ Top, Default, LL Cool J, Jimmy Thackery, Hubert Sumlin, North Mississippi Allstars, The B-52s, The Barkays, Robert Randolph & The Family Band, Jim Dickinson, T-Model Ford, Nickel Creek, Cross Canadian Ragweed, Don Nix & Larry Raspberry, Precious Bryant, Billy Lee Riley, Matt Nathanson, Michelle Penn, Gamble Brothers Band

### 2004: 30. April – 2. Mai
Sound Tribe Sector 9, G. Love & Special Sauce, Saliva, The Offspring, Smile Empty Soul, Trapt, Chaka Khan, Styx, MRNORTH, Johnny Clegg Band featuring the music of Juluka and Savuka, Joss Stone, George Clinton & Parliament/Funkadelic, Slick Ballinger & the Soul Blues Boyz, Bettye LaVette, Michael Burks, Charlie Musselwhite,
The Gamble Brothers Band, Buddy Guy & Double Trouble, Yonder Mountain String Band, Indigo Girls, Collective Soul, Journey, Porch Ghouls, Shinedown, Switchfoot, Fuel, Sister Hazel, Puddle of Mudd, Lucero, Paul Thorn, Robert Earl Keen, Jerry Lee Lewis, Doug E. Fresh, Anthony Hamilton, Zac Harmon & Mid-South Blues Revue, Delta Moon, Robert Belfour, Renee Austin, Ellis Hooks, Eric Sardinas, Bernard Allison,
Free Sol, The Wailers, Bar-Kays, Live, Foo Fighters, Sonny Burgess & The Pacers, Drive-By Truckers, Charlie Daniels Band, Little Milton, Steve Miller Band, Josh Kelley, Béla Fleck & the Flecktones, Gov’t Mule, O.A.R., Tone Lōc, Three 6 Mafia, Super Chikan & The Fighting Cocks, Richard Johnston, Tinsley Ellis, Otis Taylor, Anson Funderburgh & The Rockets mit Sam Myers

### 2005: 29. April – 1. Mai
Trey Anastasio, The Wallflowers, Jack Johnson, Tommy Castro, Mavis Staples, Ozomatli, Switchfoot, Gavin DeGraw, Nickel Creek, W. C. Clark, Ingram Hill, Popa Chubby, Bowling for Soup, Carey Bell, Seether, American Hi-Fi, Yo Gotti, Michael Tolcher, Egypt Central, Nelly, The Killers, Los Lonely Boys, Guitar Shorty, Jonny Lang, Jerry Lee Lewis, John Mooney, Collective Soul, Tesla, K.C. & the Sunshine Band, Crossfade, Al Kapone, North Mississippi Allstars, Spin Doctors, Alvin Youngblood Hart's Muscle Theory, Hubert Sumlin & Willie Big Eyes Smith, Little Feat, Ricky Warwick, Nigel Mooney, Todd Snider, Particle, Pinetop Perkins & Willie Big Eyes Smith, Robert Belfour, Will Graves, Breaking Poin, Sarah McLachlan, The Black Crowes, The Roots, Johnny Winter, Billy Idol, Robert Randolph and the Family Band, Elvis Costello, War, James Cotton Blues Band, Lisa Marie Presley, Chevelle, Medeski Martin & Wood, Robert Lockwood, Jr., Ike Turner & The Kings of Rhythm, Bloodthirsty Lovers, E. G. Kight, Ben Kweller, Kenny Brown, Reliant K, Billy Lee Riley

### 2006: 5. – 7. Mai
B. B. King, Train, Rod Piazza & the Mighty Flyers, Puddle of Mudd, Bryan Adams, Robert Randolph & the Family Band, Ronnie Baker Brooks, Three 6 Mafia, Big Star, Jason Mraz, Duwayne Burnside & Mississippi Mafia, Augustine, Zac Brown Band, Marty Casey & Love Hammers, Billy Gibson, Cake, Huey Lewis & the News, George Clinton & Parliament/Funkadelic, Shemekia Copeland, Jerry Lee Lewis, Little Richard, Three Days Grace, Bruce Hornsby, Eric Sardinas, John Lee Hooker, Jr., Romantics, Bo Diddley, Bar-Kays, Gin Blossoms, Gomez, Al Kapone w/ Bo Keys, Big Jack Johnson, Malpais, Richard Johnston & Jessie Mae Hemphill, Slightly Stoopid, NEEDTOBREATHE, Honeytribe with Devon Allman, Yonder Mountain String Band, Lazy Lester, Staind, Blues Traveler, James Brown, Johnny Winter, Chicago, Yellowcard, Shinedown, Saffire – The Uppity Blues Women, Trapt, Booker T. & the M.G.’s, Gov’t Mule, Hubert Sumlin with G. E. Smith, Galactic, Paul Thorn, 10 Years,  The Strokes, Robert "Wolfman" Belfour, Billy Lee Riley, Janiva Magness, Eisley

### 2007: 4. – 6. Mai
The Allman Brothers Band, Three 6 Mafia, Koko Taylor, Iggy & the Stooges, Sum 41, Gov’t Mule, Social Distortion, Richard Johnston, The Red Jumpsuit Apparatus, Jerry Lee Lewis, Chevelle, Hubert Sumlin & Willie Big Eyes Smith, Plain White T’s, The Derek Trucks Band, North Mississippi Allstars, Popa Chubby, Steely Dan, Hawthorne Heights, Godsmack, George Thorogood, Bobby "Blue" Bland, The Bar-Kays, Wolfmother, The Ohio Players, Walter Trout & The Radicals, Kenny Wayne Shepherd, Taking Back Sunday, Taj Mahal, Ryan Shaw, Kelley Hunt, Old Crow Medicine Show, Jack’s Mannequin, The John Butler Trio, Alvin Youngblood Hart, Keller Williams, Eddie Floyd, One Less Reason, The Duhks, Daddy Mack Blues Band, Counting Crows, John Legend, Hinder, Elvin Bishop, Barenaked Ladies, Corinne Bailey Rae, Daughtry, Tab Benoit, Guster, Edwin McCain, Project Pat, Backdoor Slam, Umphrey's McGee, Ann Peebles, Papa Roach, Watermelon Slim, Billy Lee Riley, Egypt Central, The Lee Boys, James "Super Chikan" Johnson

### 2008: 2. – 4. Mai
My Chemical Romance, Sheryl Crow, The Roots, Keb ’Mo’, Richard Johnston, Hellogoodbye, Jonny Lang, Ben Folds, Charlie Musselwhite, Robert Belfour, Flyleaf, Joan Jett & the Blackhearts, Project Pat with Computer, Yung D & Lil’ Wyte, Drive By, Lil’ Ed & the Blues Imperials, Lord T & Eloise, Amy LaVere, Lurrie Bell, Santana, Disturbed, Matisyahu, Bettye LaVette, Lou Reed, Seether, The John Butler Trio, Pinetop Perkins & Hubert Sumlin mit Billy Gibson, Blind Mississippi Morris, Buddy Guy, Simple Plan, Arrested Development, Watermelon Slim, Cat Power, The Whigs, Colbie Caillat, Back Door Slam, Duman, Saving Abel, Tegan and Sara, Kenny Neal, Muck Sticky, Oracle and the Mountain, Al Kapone, Preston Shannon, Eli "Paperboy" Reed, Fergie, Michael McDonald, The Black Crowes, Doyle Bramhall, Finger Eleven, Aretha Franklin, O.A.R., Magic Slim & the Teardrops, Gavin DeGraw, Jerry Lee Lewis, Michael Franti & Spearhead, Nick Moss & The Flip Tops, Rue Melo, Duman, Umphrey’s McGee, Samuel James Carney, Billy Lee Riley, Pete Francis, Calvin Cooke

### 2009: 1. – 3. Mai
All-American Rejects, Steve Miller Band, Ben Harper & Relentless 7, Tommy Castro, Katy Perry, The Cult, G. Love & Special Sauce, Jack’s Mannequin, Rise Against, Ronnie Baker Boots, Matt Nathanson, Medeski, Martin and Wood, Lurrie Bell, Bonnie Bramlett, Al Green, Korn, George Clinton & Parliament/Funkadelic, John Lee Hooker, Jr., Shinedown, Elvis Costello, The Roots, Curtis Salgado, Saving Abe, Los Lobos, Michael Burks, The Bar-Kays, Thriving Ivory, Susan Tedeschi, Julian Marley, Cedric Burnside & Lightin’ Malcolm, Chancho en piedra, Muck Sticky, Green River Ordinance, Hubert Sumlin, Billy Gibson Band, Shane Dwight, Jump Back Jake, James Taylor, 311, Fall Out Boy, John Mayall & The Bluesbreakers, Hinder, Bonnie Raitt, Snoop Dogg, Guitar Shorty, Theory of a Deadman, Jerry Lee Lewis, Three 6 Mafia, Sherman Robertson, Chancho en piedra, Amos Lee, Prosevere, Damon Fowler, Dead Confederate, Reba Russell Band

### 2010: 30. April – 2. Mai
Widespread Panic, Limp Bizkit, Goo Goo Dolls, Blues Traveler, Jeff Beck, Al Kapone, The B-52s, 30 Seconds to Mars, Neon Trees, Mutemath, Joanne Shaw Taylor, Jimmy Thackery & The Drivers, Kenny Neal & Band, Coco Montoya, Yo Gotti, Puddle of Mudd, Seether, Colbie Caillat, Jerry Lee Lewis, Hall & Oates, Michael McDonald, Bobby Blue Bland, Elmwood, North Mississippi Allstars, Drive-By Truckers, Gov’t Mule, Joan Red, Constellations, Alvin Youngblood Hart, Blind Mississippi Morris, Ruthie Foster, Savoy Brown, Walter Trout & Band, Dragon Balti, Earth, Wind and Fire, Boys Like Girls, Five Finger Death Punch, Chevelle, Rock Sugar, Booker T. & the M.G.’s, Sore Eyes, Truth & Salvage, Band of Horses, Robert Belfour, Hubert Sumlin, Sonny Landreth & Band, Janiva Magness, Leon Russell & Band

### 2011: 29. April – 1. Mai
u. a. mit CeeLo Green, Kesha, Mumford & Sons, John Mellencamp, Lucinda Williams, Wilco, Gregg Allman, The Avett Brothers, B.o.B, Cake, Jason Mraz, Cage the Elephant, MGMT, The Flaming Lips, Everclear, Stone Temple Pilots, Slightly Stoopid, Big Bill Morganfield, Tommy Castro, Jimmie Vaughan mit Lou Ann Barton, Paul Thorn, Jerry Lee Lewis, The New Pornographers mit Neko Case, 8Ball & MJG, Sick Puppies, Macy Gray, Kirk Whalum, Charlie Wilson, Devon Allman's Honeytribe, Reba Russell Band, Magic Slim & the Teardrops, Otis Clay, Drowning Pool, Saving Abel, Buckcherry, Godsmack, Amos Lee, J.J. Grey & Mofro, Ziggy Marley, Al Kapone, Ludacris, Sublime with Rome, Hubert Sumlin, John Hammond, Bettye LaVette